# Ex Nihilo (cómic)
Ex Nihilo es un personaje ficticio que aparece un publicaciones de Marvel Comics.

## Historia de publicación
Ex Nihilo fue creado por Jonathan Hickman y Jerome Opeña. Apareció por primera vez en "Avengers" vol. 5, #1.

## Biografía ficticia del personaje
Ex Nihilo fue uno de los Jardineros llevado junto con su hermana Abyss como un huevo por un Aleph (una especie de criaturas robóticas creadas por los Constructores). De acuerdo con su misión como creaciones de los Constructores, Aleph les enseñó a transformar en criaturas perfectas cualquier especie que encontraran. Ex Nihilo, Abyss y su Aleph llegaron a Marte donde lo terraformaron para contener una atmósfera y vegetación respirables. Después de que Ex Nihilo disparó una bomba de origen en la Tierra para acelerar la evolución de la humanidad, que afectó a casi dos millones de personas, Los Vengadores  reunieron un equipo de respuesta. No interesado en pelear, Ex Nihilo trató de acelerar la evolución de Iron Man para que ya no necesitara un exoesqueleto. Cuando Black Widow y Hawkeye tomaron represalias, Ex Nihilo se enojó y los atacó. Durante la pelea, Ex Nihilo, Abyss y Aleph derrotaron a los Vengadores y los encarcelaron. Un indefenso Capitán América fue enviado de vuelta a la Tierra como mensaje. Despertándose tres días después, el Capitán América implementó la iniciativa de los Vengadores llamada "Levanta el Mundo", que inició el ensamblaje más masivo del equipo hasta la fecha. La intervención de Ex Nihilo comenzó a "arrasar el mundo" para el Aleph, lo que lo obligaría a destruir la Tierra, si Ex Nihilo no lograba pulir este planeta. El Capitán América y los que forman parte de la iniciativa "Wake the World" llegaron tan pronto como el primer humano de Ex Nihilo se desarrolló por completo. Él y sus aliados lucharon contra los Vengadores hasta que notaron la presencia del último Capitán Universo. Ex Nihilo y sus aliados la reconocieron como un poder más allá de ellos que deben obedecer. El Capitán Universo ordenó a Ex Nihilo y Abyss detener su cruce para transformar y / o destruir mundos "imperfectos". Sin embargo, el Aleph resistió y finalmente fue destruido por la heroína. Antes de regresar a la Tierra, los Vengadores establecieron que Ex Nihilo podía reformar Marte a su antojo siempre que no interfiriera con la Tierra.
Ex Nihilo crea a Nightmask, un humano artificial, en la superficie terraformada del planeta Marte. Después de una feroz batalla con los Vengadores, Nightmask es llevado a la Tierra y se le da residencia en la Torre de los Vengadores.
Nightmask y Star Brand luego se dirigen a Marte para enfrentarse a Ex Nihilo.
Omega Flight es enviado por el Departamento H para investigar uno de los sitios de Origin Bomb que dejó a Ex Nihilo en Regina, Saskatchewan, Canadá. Validator es cambiado por el sitio de Origin Bomb mientras que el resto de los miembros de Omega Flight son asesinados en acción.
Algunos niños del pueblo cebra en la Tierra Salvaje se han expuesto al sitio de origen colocado por Ex Nihilo y han evolucionado por él.
Ex Nihilo revela que en el caso de la Tierra, no solo transformó la vida que la habita sino que intentó despertar la conciencia del planeta mismo.
En un preludio de la historia de Infinity, Ex Nihilo, Abyss , Nightmask y Star Brand se unen a los Vengadores. Después de la lucha contra los Constructores y Thanos, Ex Nihilo se une a sus hermanos que se esfuerzan por recrear la vida en mundos devastados por la guerra de los Constructores.
Durante la historia de Time Runs Out, Ex Nihilo y sus compañeros Jardineros intentaron arreglar el universo en descomposición que fue el resultado de la contracción del Multiverso. Una vez en la Tierra, Ex Nihilo y los Jardineros pudieron ver todo su sistema y descubrir que la Tierra tiene cicatrices. Sunspot les ofreció un viaje de ida para ayudar a su rama de los Vengadores a investigar el origen de esta descomposición mediante el uso de la tecnología A.I.M. y viajar a través del Multiverso. La rama de los Vengadores de Sunspot viajó a través de numerosos universos navegando por el mapa dejado por los Mapmakers. Después de un último salto a través de universos que le costaron la vida a Nightmask, la rama de los Vengadores de Sunspot se encontró cara a cara con una fisura en el tiempo y el espacio. De él, dos Beyonders emergieron y exigieron a los héroes que retrocedieran. Al negar su solicitud, los Vengadores de Sunspot se enfrentaron a los Beyonders. En un intento de reprogramar uno de los Beyonders, Ex Nihilo, Abyss y el resto de los Jardineros se sacrificaron.

## Poderes y habilidades
Ex Nihilo tiene el poder de crear nueva vida y modificar las formas de vida existentes a escala planetaria, como controlar el movimiento y el crecimiento de las plantas y transformar la vida orgánica. Ex Nihilo también puede disparar explosiones de energía, exhalar fuego de su boca y tiene una longevidad avanzada.

## Otras versiones
En "What If... Thanos se había unido a los Vengadores", Ex Nihilo aparece con los Vengadores luchando contra los Constructores.

## En otros medios

### Mercancía
Hasbro lanzó una figura de acción Ex Nihilo como parte de la línea Guardians of the Galaxy Marvel Legends.